# Bảo tàng Manga Ishinomori
Bảo tàng Manga Ishinomori (石ノ森萬画館 Ishinomori Mangakan), còn gọi là Bảo tàng Ishinomaki Mangattan, là một bảo tàng tọa lạc tại Ishinomaki, tỉnh Miyagi, Nhật Bản. Công trình này mở cửa vào năm 2001 nhằm tưởng nhớ các tác phẩm của mangaka Ishinomori Shōtarō, người sinh ra ở nơi mà về sau trở thành Thành phố Ishinomaki ngày nay. Bảo tàng nằm trên vịnh hướng ra Thái Bình Dương và Tashirojima, hay còn được biết đến qua cái tên "Đảo Manga".
Sau trận động đất và sóng thần Tōhoku năm 2011, mặc dù vẫn còn đứng vững nhưng Bảo tàng Manga Ishinomori đã đóng cửa để sửa chữa trước khi mở cửa trở lại vào ngày 17 tháng 11 năm 2012. Năm sau, họ bèn tổ chức một buổi lễ đổi mới với sự tham gia của các diễn viên Fujioka Hiroshi và Satō Yūki cũng như ca sĩ Mizuki Ichirō, vốn là những người đều có tham gia vào các tác phẩm do Ishinomori tạo ra.